# Бернгард Бобсін
Бернгард Бобсін (нім. Bernhard Bobsien; 30 листопада 1878, Вісмар — 5 грудня 1934, Росток) — німецький офіцер, контрадмірал запасу рейхсмаріне.

## Біографія
7 квітня 1897 року вступив у кайзерліхмаріне. Учасник Першої світової війни, командир 1-го дивізіону мінних тральщиків, з жовтня 1916 по червень 1918 року — 1-ї флотилії мінних тральщиків. З вересня 1918 року і до кінця війни — останній командир легкого крейсера «Аугсбург».
Після демобілізації армії залишений на флоті. З червня 1919 до середини березня 1920 року — останній командир легкого крейсера «Грауденц». З вересня 1920 по вересень 1922 року — командир легкого крейсера «Гамбург». 30 вересня 1926 року звільнений у відставку.

## Звання
- Корветтен-капітан (22 березня 1914)[1]
- Фрегаттен-капітан (8 березня 1920)
- Капітан-цур-зее (1 липня 1921)
- Контрадмірал запасу (30 вересня 1926)

## Нагороди[1]
- Залізний хрест 2-го і 1-го класу
- Ганзейський Хрест (Гамбург)
- Королівський орден дому Гогенцоллернів, лицарський хрест з мечами
- Хрест «За вислугу років» (Пруссія)